# Kürassierstiefel
Die Kürassierstiefel, auch Eisenstiefel genannt (engl. Jack Boots), sind eine Schutzwaffe aus Europa.

## Beschreibung
Die Kürassierstiefel wurden von den Kürassieren benutzt. Diese Stiefel bestehen aus mehreren dicken Lagen Rindsleder, die mit einer Einlage aus Rosshaar gepolstert sind. Auf der Vorderseite sind Eisen- oder Stahlplatten eingesetzt, die vor Schlägen mit dem Säbel schützen sollen. Ebenfalls am Übergang vom Fuß zum Unterschenkel ist von außen eine Metallplatte angebracht, die geschwärzt oder mit Leder überzogen ist. Diese Platten können aus einem Stück sein, oder aber aus mehreren Platten überlappend (geschoben) gebaut sein. Sie werden mit Lederbändern fixiert. Am unteren Ende dieser Platten sind meist die Bügel der Sporen angebracht, die um den Fuß herum zur Ferse laufen. Die Sporen selbst sind aus Eisen und sternförmig. Der obere Rand der Stiefel ist glatt, oder aber mit über das Knie reichenden Stulpen ausgestattet. Die Absätze der Stiefel sind mit Nägeln aus Holz befestigt. Die Standardversion dieser Stiefel ist ungepanzert, man sieht den Unterschied an Dicke und Gewicht.